# Gráinne
Gráinne – w mitologii celtyckiej córka Cormaca, najwyższego króla Irlandii. Była przeznaczona na żonę dla Fonna, ale uciekła z Diarmuidem.